# Stigmacros rectangularis
Stigmacros rectangularis är en myrart som beskrevs av Mcareavey 1957. Stigmacros rectangularis ingår i släktet Stigmacros och familjen myror. Inga underarter finns listade i Catalogue of Life.